# 브리즈 센터

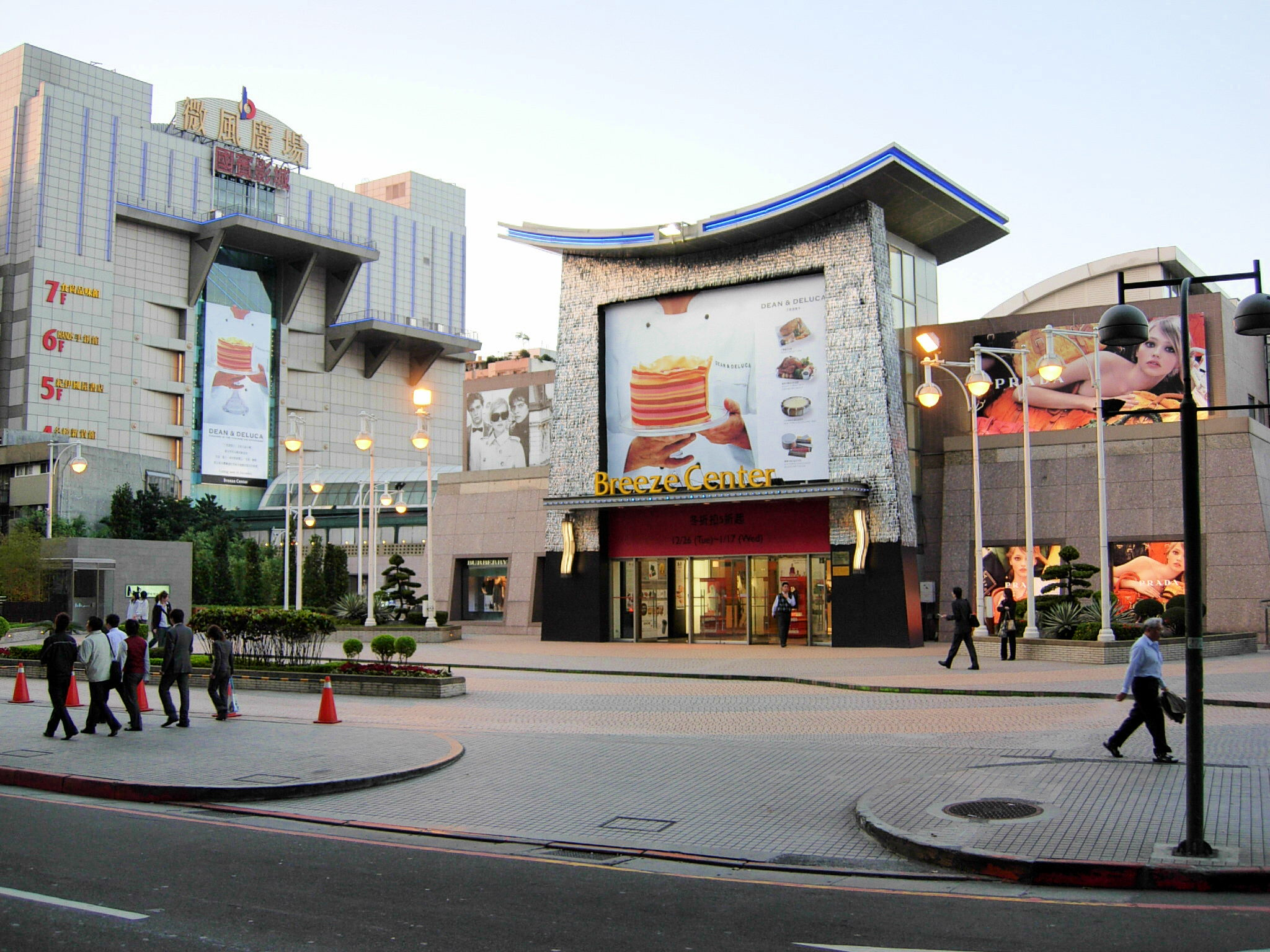
브리즈 센터

브리즈 센터(Breeze Center)는 타이완 타이베이시 쑹산구에 위치하여 있게 되는 쇼핑 센터이다. 1998년 건축하기 시작하여 2001년에 문을 열었다.